# Ana Josefa Barberá
Ana Josefa Barberá, död 1812, var en uraguyansk (argentinsk) affärsidkare. 
Hon var född i Afrika och transporterades från River Plate till Uruguay (då en del av Argentina) som slav. Hon levde som slav innan hon frigavs och 1804 köpte sin egen gård. Hon avled 1812 innan området inlemmades med Brasilien. Hon donerade sin mark till grundandet av staden Tacuarembó i Uruguay, som grundades 1832 i det då självständiga Uruguay, och är den första svarta person som donerat mark till grundandet av en stad där. 